# Kista Science Tower
Kista Science Tower (engelska för Kista vetenskapstorn) är en skyskrapa, belägen i stadsdelen Kista i nordvästra Stockholm. Byggnaden har en höjd av 123,9 meter (eller 156 meter med antennen inräknad) och är Sveriges och även Nordens näst högsta kontorsfastighet efter Citygate, samt Sveriges fjärde högsta skyskrapa (efter det blivande Karlatornet i Göteborg passerat i höjdmeter, Turning Torso samt Citygate). Skyskrapan är en del av ett komplex som består av sex byggnader med olika höjd och fasadbeklädnad. Förutom en kontorsyta på cirka 39 000 m², rymmer komplexet bland annat restauranger, garage, fitnesscenter och affärslokaler. Utmärkande för alla byggnaderna är dess triangulära form och dubbelglasade, genomskinliga fasad. Den grå kuben på byggnadens topp är en fortsättning på hisschaktet, då tornet ursprungligen var tänkt att ha ytterligare några våningar, men det avbröts på grund av finanskrisen i början av 2000-talet. Det redan byggda hisschaktet förkortades inte och det distinkta betongblocket längst upp finns kvar.
Kista Science Tower är ritat av White arkitekter som vann en tävling om att få rita byggnaden 1998. Bygget påbörjades sommaren 2000 och stod klar i slutet av 2002. Bakom uppförandet stod NCC. Sedan augusti 2004 är fastighetsbolaget Vasakronan hel ägare.
Kista Science Tower har även Sveriges snabbaste hissar med en hastighet av 5-6 m/s.